# Foruli
Foruli war ein antikes Dorf (Vicus) der Sabiner in Italien. Es lag an der Stelle des heutigen Civitatomassa (Gemeinde Scoppito).

## Lage
Foruli lag an den Quellen des Aternus, 4 Meilen südlich von Amiternum, und gehörte zu dessen Gebiet (ager Amiterninus). Verkehrstechnisch war es an die Via Caecilia, eine Seitenstraße der Via Salaria, angebunden. Kaiser Claudius ließ 47 n. Chr. die Via Claudia Nova bauen, wodurch der Ort an die Via Valeria angeschlossen wurde.

## Geschichte
Nach Livius soll Hannibal 211 v. Chr. Furoli bei seinem Feldzug gegen Rom gestreift haben.

## Epigrafik
Neben zahlreichen lateinischen Inschriften ist in Foruli ein Cippus mit einer Weihinschrift in einer anderen italischen Sprache überliefert. Es könnte die einzige erhaltene Inschrift der sabinischen Sprache sein. Diese Zuordnung ist jedoch sehr umstritten.